# Wewahitchka
Wewahitchka is een plaats (city) in de Amerikaanse staat Florida, en valt bestuurlijk gezien onder Gulf County.

## Demografie
Bij de volkstelling in 2000 werd het aantal inwoners vastgesteld op 1722.
In 2006 is het aantal inwoners door het United States Census Bureau geschat op 1709, een daling van 13 (-0.8%).

## Geografie
Volgens het United States Census Bureau beslaat de plaats een oppervlakte van
19,3 km², waarvan 16,1 km² land en 3,2 km² water. Wewahitchka ligt op ongeveer 9 m boven zeeniveau.

## Plaatsen in de nabije omgeving
De onderstaande figuur toont nabijgelegen plaatsen in een straal van 40 km rond Wewahitchka.